# 孟加拉全國足球錦標賽
孟加拉全國足球錦標賽（National Football League，孟加拉語：জাতীয় ফুটবল লিগ）曾是孟加拉國的一個半職業制足球聯賽，也是該國首個以全國規模舉辦的足球聯賽。
從2000年至2006年，全國足球錦標賽由來自不同地區（如吉大港、拉傑沙希、巴里薩爾和錫爾赫特）的俱樂部冠軍，以及當時該國頂級聯賽——達卡高級足球聯賽（達卡超級聯賽）中的前三名球隊共同參賽 。
2006年，隨著達卡超級聯賽被取代為該國首個職業化的頂級全國聯賽——孟加拉超級足球聯賽，全國足球聯賽宣告停辦。

## 歷史
2000年，孟加拉足球協會創立了全國足球錦標賽，該聯賽與當時國內頂級聯賽達卡超級聯賽同時進行。設立此聯賽的目的是為了讓各地區冠軍能夠獲得更好的比賽平台，因為頂級聯賽僅包含來自達卡的俱樂部。
該聯賽包括每季達卡超級聯賽排名前三的球隊，以及吉大港市、拉杰沙希市的地區聯賽冠軍，還有錫爾赫特市與巴里薩爾冠軍之間附加賽的勝者。從2003年賽季開始，全國聯賽的冠軍取代達卡超級聯賽冠軍，獲得亞洲足協盃小組賽的參賽資格。

## 歷屆冠軍
| 賽季    | 冠軍           | 亞軍           | 季軍               |
| ------- | -------------- | -------------- | ------------------ |
| 2000    | 達卡阿巴罕尼   | 穆罕默德體育會 | 吉大港阿巴哈尼     |
| 2001–02 | 穆罕默德體育會 | 達卡阿巴罕尼   |                    |
| 2003    | 自由戰士SKC    | 穆罕默德體育會 | 達卡阿巴罕尼       |
| 2004    | 兄弟聯盟       | 自由戰士SKC    | 達卡阿巴罕尼足球會 |
| 2005–06 | 穆罕默德體育會 | 達卡阿巴罕尼   |                    |